# Donald D
Donald D es un rapero nativo de Carolina del Norte.
En Nueva York, comenzó su carrera como rapero, formando parte del grupo The B-Boys, donde trabaja con Afrika Islam y Grandmaster Flash. Se trasladó a Los Ángeles como miembro del Rhyme Syndicate del rapero gánster Ice-T y comenzó a hacer grabaciones con artistas old school como Grandmaster Flash. Sus LP "Notorious" (1989) y "Let The Horns Blow" (1991) fueron producidos por Afrika Islam y DJ Aladdin.

## Discografía
- 1989 Notorious (Columbia)
- 1991 Let the Horns Blow (Sire)

- Datos: Q5294209